# Heterocompsa truncaticornis
Heterocompsa truncaticornis là một loài bọ cánh cứng trong họ Xén tóc. Loài này được Martins mô tả lần đầu năm 1960.